# 新聞龍捲風
《新聞龍捲風》（英語：News Tornado）是台灣中天新聞台製作的談話節目，2012年6月25日開播，主要採錄影播出，如有重大新聞則採LIVE播出，節目時間及長度曾多次變動。2021年5月28日停播，2022年2月17日恢復播出，時間為每個禮拜四晚間9點在《新聞龍捲風》youtube 頻道先放上一段影片，禮拜五、六、日晚上也都各上架一支影片。

## 口號
- 上知天文，下知地理（戴立綱）
- 決戰前夕（顧名儀），風起雲湧（戴立綱）（選戰暴風眼期間）

## 播出時間

### 首播
| 頻道                | 所在地                                   | 播映日期                      | 播出時間                   | 長度    |
| ------------------- | ---------------------------------------- | ----------------------------- | -------------------------- | ------- |
| 中天新聞台          | 臺灣                                     | 2012年6月25日－2017年3月10日  | 每週一至週五 21:00 - 23:00 | 120分鐘 |
| 中天新聞台          | 臺灣                                     | 2017年3月13日－2017年12月8日  | 每週一至週五 21:30 - 00:00 | 150分鐘 |
| 中天新聞台          | 臺灣                                     | 2017年12月11日－2018年7月13日 | 每週一至週五21:50 - 00:00  | 130分鐘 |
| 中天新聞台          | 臺灣                                     | 2018年7月16日－2020年10月2日  | 每週一至週五21:55 - 00:00  | 125分鐘 |
| 中天新聞台          | 臺灣                                     | 2020年10月5日－2020年12月11日 | 每週一至週五21:55 - 23:00  | 65分鐘  |
| 中天新聞台          | 臺灣                                     | 2020年12月14日－2021年5月28日 | 每週一至週五22:00 - 23:00  | 60分鐘  |
| 中視新聞台          | 臺灣                                     | 2015年7月6日－2017年10月27日  | 每週二至週五 16:00 - 17:00 | 60分鐘  |
| 寰宇HD綜合台（MOD） | 臺灣                                     | 待查－2019年12月27日          | 每週一至週五 23:00 - 01:00 | 120分鐘 |
| 寰宇財經台（MOD）   | 臺灣                                     | 2019年12月30日－2020年10月2日 | 每週一至週五 23:00 - 01:00 | 120分鐘 |
| 寰宇財經台（MOD）   | 臺灣                                     | 2020年10月5日－2020年10月25日 | 每週一至週五23:00 - 00:00  | 60分鐘  |
| 中天亞洲台          | 香港 · 澳門 · 新加坡 · 马来西亚 · 新西兰 | 時間不明                      | 每週一至週五 23:00 - 00:00 | 60分鐘  |
| 新聞龍捲風YT        | 全球                                     | 2022/2/17-至今                | 每週四到日                 | 20分鍾  |

### 重播
| 頻道                | 所在地 | 播映日期                      | 播出時間                                  |
| ------------------- | ------ | ----------------------------- | ----------------------------------------- |
| 中天新聞台          | 臺灣   | 2012年6月26日－2017年3月11日  | 每週二至週六 01:00-03:00                  |
| 中天新聞台          | 臺灣   | 2016年5月23日－2016年8月26日  | 每週一至週五 15:00 - 16:00（精選）        |
| 中天新聞台          | 臺灣   | 2017年3月14日－2017年12月8日  | 每週二至週六01:00 - 03:30                 |
| 中天新聞台          | 臺灣   | 2017年12月12日－2018年7月13日 | 每週二至週六01:00 - 03:10                 |
| 中天新聞台          | 臺灣   | 2018年7月17日－2019年12月     | 每週二至週六01:00 - 03:05                 |
| 中天新聞台          | 臺灣   | 2019年12月－2020年10月3日     | 每週二至週六02:55 - 05:00                 |
| 中天新聞台          | 臺灣   | 2020年10月6日－2020年12月12日 | 每週二至週六02:55 - 04:00                 |
| 中天新聞台          | 臺灣   | 2020年12月15日－2021年2月27日 | 每週二至週六03:00 - 04:00                 |
| 中天新聞台          | 臺灣   | 2021年3月2日－2021年5月29日   | 每週二至週六04:00 - 05:00                 |
| 中視新聞台          | 臺灣   | 2017年7月5日－2017年10月25日  | 每週三 21:00 - 22:00                      |
| 寰宇HD綜合台（MOD） | 臺灣   | 時間不明－2020年10月25日      | 每週一至週日 19:00 - 20:00、01:00 - 02:00 |
| 寰宇HD綜合台（MOD） | 臺灣   | 時間不明－2020年10月25日      | 每週六至週日 11:00 - 12:00                |
| 寰宇財經台（MOD）   | 臺灣   | 時間不明－2020年10月25日      | 每週一至週日 18:00 - 19:00                |

### 線上播出
| 頻道    | 所在地 | 上架日期             | 長度                      |
| ------- | ------ | -------------------- | ------------------------- |
| YouTube | 臺灣   | 首播完畢後上架完整版 | 約50 - 60分鐘（不含廣告） |

## 主持人
- 戴立綱（2012年6月25日－2021年3月26日）
- 顧名儀（2014年10月1日－2014年12月5日）：因應2014年九合一大選開闢「選戰暴風眼」系列，與戴立綱搭檔主持。
- 王又正（2018年11月2日－2018年11月16日、2018年11月28日）：因應2018年九合一大選開闢「戶外開講」系列，僅週五與戴立綱搭檔主持，並於選後與戴立綱搭檔主持高雄市市長當選人韓國瑜專訪。
- 陳諺瑩、馬千惠（2019年11月－2020年）：2020年總統大選期間及選後部分集數，與戴立綱輪流搭檔主持
- 簡至豪（2021年3月29日－2021年5月28日）
- 戴立綱（2022年2月17日－）

### 代班主持人
- 馬千惠
- 周玉琴
- 簡至豪

## 節目內容
主要探索近期於全世界發生的都市傳說與奇真異事，並探討台灣國內的政治、社會事件與新聞時事等。節目通常為當天預錄播出，但當天如遇突發之重大事件則以現場直播的方式播出。2018年9月中後，節目轉型為主要探討政治時事為主，暫時轉型成政論談話性節目。現今選舉過後，又回到那個上知天文下知地理的綜合型談話節目，不只是談論政治，還談論國際局勢。

### 節目設置
2013年5月28日起，於Facebook設立新聞龍捲風上電視秀大頭社群頁，全台灣電視節目首創允許網民在Facebook留言，並即時在節目中刊登相關留言，其後不少節目爭相仿傚，當中有同一電視台製作的《台灣顧問團》以及東森電視台《關鍵時刻》及後作出類似方式讓網民留言，此功能在2015年5月左右取消。

## 節目列表
| 集數  | 播出日期      | 節目主題 | 特約來賓                                       |
| ----- | ------------- | --- | ---------------------------------------------- |
| 第1集 | 2012年6月25日 | 末日前暴雨 內陸水漫九省 梅雨竟成豪雨！ | 生化博士江晃榮、邱明玉、盛竹如、江中博、彭華幹 |
| 待查  | 2013年1月1日  | 中國大陸花20年發展"北斗" 只因吃了美國悶虧？ 盟軍行動靠"天眼" 飛行員閉眼攻擊像"打GAME"？ 欄杆.天花板都結霜 哈薩克-59度像住"冷凍庫" 頭鑽洞.冰錐眼窩.木乃伊磨粉？古代恐怖医疗揭秘                           | 邱明玉、謝寒冰、張友驊、彭華幹、江中博         |
| 待查  | 2014年1月1日  | 2013年末日..."全球最慘"的小鴨基隆"爆"斃揭密！ 展覽周邊"銅臭味"...霍夫曼FB獨缺"基隆鴨"照片真相！ 3公里內高溫窒息性毀滅 經國號機腹下的"青雲彈"！ 美一小鎮一起殺人案 竟與中國大陸"南斯拉夫大使館誤炸"有關？ |                                                |
| 待查  | 2014年4月9日  | 太陽花宣告退場後 陳為廷"獨裁衝組"更大的陰謀是...？ | 黃智賢、謝寒冰、張友驊、彭華幹、江中博         |
| 待查  | 2014年4月10日 | 滿場髒話"大腸花論壇"背後 帆廷二神的如意算盤是...？ | 黃智賢、郭正亮、謝寒冰、張友驊、彭華幹、江中博 |
| 待查  | 2014年8月1日  | 《新聞龍捲風》史上最嚴重高雄大氣爆特別報導 | 四大現場直播、江中博                           |

## 節目爭議

### 八里雙屍案
主持人戴立綱及彭華幹在其中一集拍攝八里雙屍案相關的外景，模擬殺人過程，但遭人質疑越過媽媽嘴咖啡店的警方封鎖線，節目製作單位澄清並沒有這樣做，並表示由於外景時已經有人看著，根本不可能進入封鎖線。

### 洪仲丘事件
新聞龍捲風在洪仲丘事件支持調查真相，並獲得相關案件人物上節目，當中有X先生、洪仲丘舅舅等等，再加上張友驊不斷爆料，節目收視高起，更將節目全力製作案件相關討論。

### 新加坡觀眾抗議節目失真事件
2013年12月9日所播出的一集，其中提及新加坡小印度發生的暴動事件。新加坡觀眾指出錯誤使用馬來西亞鞭刑畫面、口誤說出「黏個口香糖會被鞭刑」、新加坡「獨立」問題等遭新加坡觀眾及官方抗議。雖然中天電視台在12月13日發出聲明，但新加坡駐台灣辦事處針對錯誤作出反駁，例如指主持人戴立綱提及新加坡總理李顯龍稱對27名疑犯作出鞭刑是錯誤。

### 指柯建銘嫖賭爭議
2013年9月，節目討論總統馬英九以及立法院院長王金平政爭部份，張友驊與戴立綱對話部份，其中指民進黨籍立委柯建銘「嫖賭」、「炒股」等，柯建銘求償。在初審時認為節目主持有引證《壹周刊》內容，判柯建銘初審敗訴。

### 太陽花運動相關
中天電視台傾向反對太陽花運動，節目被學運支持者反對，但亦獲反學運觀眾支持，也是少數節目在學運形成後反對學運，立場非常強硬，並針對學運錯處不斷批評，因此收視高起，並一度將節目延長至三小時。另外，在2014年3月30日星期日製作針對示威者上凱達格蘭大道作出三小時直播。蔡英文成立的小英教育基金會有意控訴《新聞龍捲風》稱節目影響蔡英文形象。

### 物化女性爭議事件
- 2014年4月4日在《新聞龍捲風》上，主持人戴立綱與來賓彭華幹，對參加太陽花學運的劉喬安的照片胸口處比劃，並以煽情、性別歧視口吻調侃：「為什麼春吶會被打敗呢？哇，各位觀眾你看啊，民主不能交易啊，我也不服啊，我看到你的時候，我還管甚麼服不服啊，I服了You啊！為什麼啊？你看那個襯衫已經開到這邊來了（對著參與學運女性，手部解襯衫動作），哇！超殺！好殺！還穿馬靴，你看！超短熱褲！上面綁著白布條，哇！一看，這是漂亮寶貝甜心。」[9][10]。節目中，還對一名身穿黑色薄紗上衣，參加學運的女士評論：「你如果是學生，在她旁邊，你睡得下去我隨便你！」另有一對參加學運的男女，男子撫摸女子的肚皮，也被評論亂摸。
- 後來該節目所評論的第一名女士劉喬安被查出是乳癌二期患者[11]，然而劉喬安的確賣淫；黑色薄紗上衣女士看到節目內容後，也考慮對該節目提出法律告訴；被批評亂摸的男女查出已訂婚，且女方已懷孕。此事件引發網友大量向NCC（國家通訊傳播委員會）意見信箱送出申訴，並導致NCC申訴機制暫時癱瘓[12]。國家通訊傳播委員會於4月16日表示：截至4月15日為止，關於此事件共接獲近6000件申訴。
- 4月6日，中天新聞台發表聲明澄清，不僅否認節目有任何的負面字眼，還表示可能對網友之不實言論蒐證並提出告訴[13][14]。4月7日，包括勵馨基金會、婦女新知基金會、台北市女性權益促進會、台北市台灣婦女會、台灣女人連線等多個婦女團體，召開記者會嚴厲譴責此事件。勵馨基金會表示，她們接獲近五萬人表達對此事件之抗議[15][16]。4月7日晚上，中天新聞台態度軟化，在當天晚間的節目中，主持人戴立綱與來賓彭華幹兩人對於此爭議三度鞠躬、公開致歉[17]。
- 4月16日，NCC作出決議，NCC外部委員19人有16人認為情節非常嚴重，因此以《衛星廣播電視法》第17條第3款規定「認為節目妨害公共秩序或善良風俗」，依同法第36條第5款對中天新聞台核處新台幣50萬元罰款。接獲決議消息後，中天新聞台發出聲明，除再次致歉外，也表示已對節目製作人張琬玲及主持人戴立綱各記大過一支，並停止彭華幹的通告[18]。4月22日，《新聞龍捲風》中被評論的4名當事人當中，穿黑色薄紗上衣的呂小姐，以及李姓情侶，在婦女新知基金會陪同下，到士林地方法院對中天電視、彭華幹和戴立綱提告求償新台幣2337萬多元[19]。
- 6月20日，彭華幹重返中天電視，錄製《新聞娛樂通》，但未重返《新聞龍捲風》。
- 9月10日，彭華幹表示，他在《新聞龍捲風》中物化女性，遭女權團體圍攻而下台，但這幾天他看到台北市長參選人柯文哲，在不同場合發言也不夠尊重女性，「卻不見勵馨基金會、婦女新知基金會出來發言；如果有，是我沒看到，我道歉，但柯文哲有因此丟掉候選人的角色？」他強調，自己認真反省，也自知當初的動作、發言是錯的；不過，對於社會給了雙重標準，他只有無奈長嘆[20]。
- 12月10日，針對因為聲援太陽花學運、被稱為「太陽花女王」的劉喬安被壹週刊報導疑似高檔援交妹一事，彭華幹在被問及此事時，替該名當初讓自己涉入抹黃事件的女主角緩頰，認為如果事情是真的，她應該也是基於無奈，因為生活所迫而從事這些事情。[21]
- 2015年7月20日，彭華幹重返《新聞龍捲風》，成為節目的常態來賓。

### 2015年高雄監獄挾持事件
在2015年高雄監獄挾持事件發生時與人質通話通7分鐘，但被批評為「準備不充足」，並被質疑中天透過何種管道，與一名前高雄市議員牽線，和獄中人士溝通。

## 常見節目來賓
- 彭華幹：資深媒體人
- 康仁俊：資深媒體人
- 李奇嶽：城市大學教授
- 潘彥宏：生物學家
- 江中博：資深媒體人
- 曾光輝：股市分析師
- 李天鐸：前國安反恐局成員
- 唐宏安：旅遊作家
- 劉川裕：登山專家
- 陳啟鵬：歷史教師
- 粘嫦鈺：資深媒體人
- 金汝鑫：新聞記者
- 饒自強：F16種子教官
- 謝寒冰：資深媒體人
- 黃敬平：桃園市議員／資深媒體人
- 張友驊：資深軍事評論員
- 許聖梅：資深媒體人
- 陳美雅：高雄市議員
- 游淑慧：台北市議員
- 謝龍介：台南市議員
- 林國慶：時事評論員
- 孫大千：前立法委員
- 張銘誌：前民進黨員
- 張文山：前高雄市彌陀區區長

## 製作團隊
- 監製：梁天俠
- 編審：薄征宇
- 製作人：王勁寒
- 執行製作人：林盈凱 陳翊安
- 執行製作：田瑩
- 導播：張芳菁
- 助理導播：吳仁予
- 現場指導：羅亦雯
- 攝影：詹奇哲、紀振舜、石明樹、吳弘文
- 視訊：林建宏
- 成音：潘震邦
- 造型團隊：伊林娛樂

## 外部連結
- 新聞龍捲風的Facebook專頁
- YouTube上的新聞龍捲風頻道

| 臺灣 中天新聞台 每週一至週五 21:00 - 23:00                           | 臺灣 中天新聞台 每週一至週五 21:00 - 23:00   | 臺灣 中天新聞台 每週一至週五 21:00 - 23:00                 |
| -------------------------------------------------------------------- | -------------------------------------------- | ---------------------------------------------------------- |
|                                                                      | 新聞龍捲風 （2012年6月25日－2017年3月10日）  |                                                            |
| 2100,2200中天整點新聞2300：夜問打權 （2016年7月14日－2017年3月10日） | —                                            |                                                            |
| 每週一至週五 21:30 - 00:00                                           |                                              |                                                            |
| —                                                                    | 新聞龍捲風 （2017年3月13日－2017年12月8日）  | —                                                          |
| 每週一至週五21:50 - 00:00                                            |                                              |                                                            |
| —                                                                    | 新聞龍捲風 （2017年12月11日－2018年7月13日） | —                                                          |
| 每週一至週五21:55 - 00:00                                            |                                              |                                                            |
| —                                                                    | 新聞龍捲風 （2018年7月16日－2020年10月2日）  | —                                                          |
| 每週一至週五21:55 - 23:00                                            |                                              |                                                            |
| —                                                                    | 新聞龍捲風 （2020年10月5日－2020年12月11日） | —                                                          |
| 每週一至週五22:00 - 23:00                                            |                                              |                                                            |
| —                                                                    | 新聞龍捲風 （2020年12月14日－2021年5月28日） | 正常發揮 （2021年5月31日－2022年4月8日） （21:00 - 23:00） |

| 臺灣 寰宇新聞二台 每週一至週五 22:00-00:00 · 2017年3月起改為23:00 - 01:30 | 臺灣 寰宇新聞二台 每週一至週五 22:00-00:00 · 2017年3月起改為23:00 - 01:30 | 臺灣 寰宇新聞二台 每週一至週五 22:00-00:00 · 2017年3月起改為23:00 - 01:30 |
| ------------------------------------------------------------------------- | ------------------------------------------------------------------------- | ------------------------------------------------------------------------- |
|                                                                           | 新聞龍捲風 （2012年6月25日－2019年）                                      |                                                                           |
| —                                                                         | —                                                                         |                                                                           |

| 臺灣 寰宇財經台 每週一至週五 23:00 - 00:00 | 臺灣 寰宇財經台 每週一至週五 23:00 - 00:00 | 臺灣 寰宇財經台 每週一至週五 23:00 - 00:00 |
| ------------------------------------------ | ------------------------------------------ | ------------------------------------------ |
|                                            | 新聞龍捲風 （時間不明－2020年10月23日）    |                                            |
| —                                          | —                                          |                                            |

| 臺灣 中視新聞台 每週二至週六 16:00 - 18:00 · 2017年1月1日起，改為週二至週五 16:00 - 17:00 | 臺灣 中視新聞台 每週二至週六 16:00 - 18:00 · 2017年1月1日起，改為週二至週五 16:00 - 17:00 | 臺灣 中視新聞台 每週二至週六 16:00 - 18:00 · 2017年1月1日起，改為週二至週五 16:00 - 17:00 |
| ----------------------------------------------------------------------------------------- | ----------------------------------------------------------------------------------------- | ----------------------------------------------------------------------------------------- |
|                                                                                           | 新聞龍捲風 （2015年7月6日－2017年10月25日）                                               |                                                                                           |
| 即時新聞現場（重播）                                                                      | 了解與互信 兩岸一定旺（重播）                                                             |                                                                                           |